# Rectidigitus spooneri
Rectidigitus spooneri är en loppart som först beskrevs av M.Rothschild 1943.  Rectidigitus spooneri ingår i släktet Rectidigitus och familjen Stivaliidae. Inga underarter finns listade i Catalogue of Life.